# Hadena pennitarsis
Hadena pennitarsis là một loài bướm đêm trong họ Noctuidae.